# Классические цефеиды
Классические цефеиды (англ. classical Cepheids), цефеиды I типа населения, цефеиды I типа, цефеиды типа Дельты Цефея — тип переменных звёзд (цефеид). Принадлежат первому типу населения галактик, проявляют признаки регулярных радиальных пульсаций с периодами от нескольких дней до нескольких недель при амплитуде блеска от нескольких десятых звёздной величины до 2 звёздных величин.
Выявлена чёткая связь между светимостью классической цефеиды и её периодом пульсации, что позволяет использовать цефеиды как стандартные свечи для определения шкалы расстояний в Галактике и за её пределами. По наблюдениям классических цефеид на телескопе «Хаббл» удалось уточнить постоянную в законе Хаббла. Также информация о классических цефеидах применяется для определения характеристик Млечного Пути, таких как спиральная структура или высота Солнца над плоскостью Галактики.
В Млечном Пути известно около 800 цефеид, а ожидаемое полное их количество равно 6000. В Магеллановых Облаках известно ещё несколько тысяч цефеид. Также подобные объекты обнаруживались и в других галактиках; телескоп Хаббл открыл несколько в галактике NGC 4603, находящейся в 100 млн световых лет от нас.

## Свойства
Классические цефеиды в 4—20 раз тяжелее Солнца, и обладают светимостями от 1000 до 50 000 (более 200 000 для V810 Центавра) светимостей Солнца. Данные звёзды относятся к ярким гигантам или сверхгигантам низкой светимости спектрального класса F6 — K2. Температура и спектральный класс объекта меняются по мере пульсаций. Радиусы в несколько десятков или сотен раз превышают солнечный. Более яркие цефеиды холоднее и крупнее, а также имеют большие периоды пульсаций. В ходе пульсаций меняется не только температура, но и радиус (например на ~25 % для долгопериодической l Car), что приводит к изменению блеска до двух звёздных величин. На коротких длинах волн изменение блеска проявляется сильнее.
Цефеиды могут пульсировать в фундаментальной моде, первом обертоне или в смешанном режиме. Пульсации в обертонах выше первого встречаются редко, но они также представляют интерес. Большинство классических цефеид считаются пульсирующими в основной моде, хотя тип пульсации сложно определить по форме кривой блеска. Звёзды, пульсирующие в обертоне, более яркие и крупные, чем пульсирующие в фундаментальной моде с тем же периодом.
Когда звезда промежуточной массы уходит с главной последовательности, она пересекает полосу нестабильности очень быстро, при этом в водородном слое происходит горение. Когда начинается горение гелия в ядре, звезда может прочертить голубую петлю и снова пересечь полосу нестабильности, первый раз при движении в сторону больших температур и при возвращении по направлению к асимптотической ветви гигантов. Звёзды с массами порядка и более 8-12M⊙ начинают процесс горения гелия в ядре до достижения ветви красных гигантов и становятся красными сверхгигантами, но также могут совершить голубую петлю при прохождении полосы нестабильности. Продолжительность и наличие голубых петель в значительной степени зависит от массы, металличности и содержания гелия в звезде. В некоторых случаях звезда может пересечь полосу нестабильности в четвёртый или пятый раз, когда начинается горение гелия в оболочке. Темп изменения периода пульсации цефеиды, а также относительное содержание различных химических соединений (определяемое по спектру) позволяет понять, в какой раз звезда проходит полосу нестабильности.
Классические цефеиды представляют собой звёзды главной последовательности спектрального класса B раньше, чем B7, вероятно поздние звёзды класса O до того, как они истратят водород в своём ядре. Более массивные и горячие звёзды становятся более яркими цефеидами с более длинными периодами, хотя считается, что молодые звёзды внутри галактики, обладающие почти солнечной металличностью, теряют большое количество массы к тому времени, когда они достигнут полосы нестабильности, при этом периоды их пульсаций будут равны 50 дням или менее. При массе выше определённого значения, 20-50 M⊙ в зависимости от металличности, красные гиганты в ходе эволюции переходят обратно на стадию голубых сверхгигантов, а не проходят через стадию голубой петли, но при этом будут вести себя как неустойчивые жёлтые гипергиганты, а не правильно пульсирующие цефеиды. Очень массивные звёзды не охлаждаются достаточно для того, чтобы достичь полосы нестабильности и не превращаются в цефеиды. При малой металличности, например в Магеллановых Облаках, звёзды могут сохранить больше массы и превратиться в более яркие цефеиды с большими периодами пульсации.

## Кривые блеска
Кривая блеска цефеид обычно асимметрична, обладает быстрым подъёмом до максимального блеска, за которым следует медленное уменьшение блеска до минимума (например, как у Дельты Цефея). Это происходит вследствие разницы в фазе между вариациями радиуса и температуры и считается признаком пульсирующих в основной (фундаментальной) моде объектов, к которым относятся цефеиды I типа. В некоторых случаях гладкая псевдосинусоидальная кривая блеска обладает скачком, краткосрочным замедлением спада блеска или даже увеличением блеска, которое возникает, как считается, из-за резонанса между фундаментальной модой и вторым обертоном. Скачок чаще всего виден на нисходящей части кривой блеска у звёзд с периодом около 6 дней (например, Эта Орла). По мере увеличения периода расположение скачка смещается к максимуму и может привести к возникновению двойного максимума или же к неразличимости с первым максимумом, для звёзд с периодом около 10 дней (например, Дзета Близнецов). При более длинных периодах скачок можно увидеть на восходящей ветви кривой блеска (например, X Лебедя), но для периодов более 20 дней резонанс исчезает.
Меньшее количество классических цефеид обладает почти синусоидальной кривой блеска. Их называют s-цефеидами, обычно они обладают меньшими амплитудами и более короткими периодами. Большинство из них считаются цефеидами первого обертона (например, X Стрельца) или же более высоких обертонов, хотя некоторые необычные звёзды пульсируют, как кажется, в основной моде, но имеют также синусоидальную кривую блеска (например, S Лисички). Звёзды, пульсирующие в первом обертоне, как предполагается, в нашей Галактике обладают короткими периодами, хотя при низких металличностях, как например в Магеллановых Облаках, период может возрастать. Пульсирующие в более высоких обертонах объекты и цефеиды, пульсирующие в двух обертонах сразу, также чаще встречаются в Магеллановых Облаках; они обычно имеют меньшие амплитуды и несколько неправильные кривые блеска.

## Открытие
10 сентября 1784 года Эдвард Пиготт открыл переменность у звезды Эта Орла, первого известного представителя типа классических цефеид. Однако назван данный вид переменных звёзд в честь Дельты Цефея, переменность которой обнаружил Джон Гудрайк спустя месяц. Дельта Цефея также является важным объектом для калибровки зависимости период-светимость, поскольку расстояние до этой звезды является одним из наиболее надёжных среди всех цефеид, поскольку Дельта Цефея принадлежит звёздному скоплению, а также для звезды существуют точные параллаксы, измеренные на телескопе Хаббл и Hipparcos.

## Зависимость период-светимость
Светимость классических цефеид напрямую связана с их периодом пульсации. Чем больше период, тем большей светимостью обладает звезда. Зависимость период—светимость для классических цефеид была открыта в 1908 году Генриеттой Суон Ливитт в рамках исследования тысяч переменных звёзд в Магеллановых Облаках. Она опубликовала полученную зависимость в 1912 году. После калибровки зависимости можно установить светимость произвольной цефеиды, если известен период её пульсации. Тогда по данным о видимом блеске можно определить расстояние до цефеиды. Зависимость
светимости от периода пульсации калибровалась многими астрономами на протяжении двадцатого века, начиная с Эйнара Герцшпрунга. Такая калибровка сопряжена с рядом сложностей. Надёжную калибровку получили Benedict и др. в 2007 году по данным параллаксов, полученных на телескопе Хаббл для 10 ближайших классических цефеид. В 2008 году астрономы ESO с точностью 1 % определили расстояние до цефеиды RS Кормы, используя данные о световом эхо от туманности, в которую погружена звезда. Тем не менее, эта оценка оспаривается в ряде источников.
Следующее соотношение для периода пульсации P цефеиды I типа населения и её абсолютной звёздной величины Mv было получено на основе данных о тригонометрических параллаксах, полученных космическим телескопом Хаббл для 10 ближайших к Солнцу классических цефеид:
{\displaystyle M_{\mathrm {v} }=(-2.43\pm 0.12)\left(\log _{10}P-1\right)-(4.05\pm 0.02)\,}
где P измеряется в днях.
 Следующее соотношение можно также использовать для оценки расстояния d до классической цефеиды:
{\displaystyle 5\log _{10}{d}=V+3.34\log _{10}{P}-2.45(V-I)+7.52\,,}
или
{\displaystyle 5\log _{10}{d}=V+3.37\log _{10}{P}-2.55(V-I)+7.48\,.}
I и V являются средними значениями видимой звёздной величины в инфракрасной и видимой частях спектра.

## Цефеиды малых амплитуд
Классические цефеиды с амплитудами видимой звёздной величины менее 0,5 звёздной величины, почти симметричными кривыми блеска и малыми периодами пульсации выделяют в отдельную группу, называемую цефеидами малой амплитуды. Для них введена аббревиатура DCEPS in в Общем каталоге переменных звёзд.Обычно периоды таких звёзд не превосходят 7 дней, хотя точная граница до сих пор остаётся под вопросом. Обозначение s-цефеиды используется для цефеид с коротким периодом пульсации и малой амплитудой блеска при синусоидальной форме кривой блеска. Считается, что такие объекты пульсируют в первом обертоне. Они расположены вблизи красного края полосы нестабильности. Некоторые авторы используют термин s-цефеиды как синоним для звёзд DCEP с малой амплитудой, другие считают, что данное обозначение можно применять только к звёздам, пульсирующим в первом обертоне
Цефеиды с малой амплитудой (DCEPS) включают Полярную звезду и FF Орла, хотя оба объекта могут пульсировать и в фундаментальной моде. Объекты, пульсация которых в первом обертоне надёжно установлена, включают BG Южного Креста и BP Циркуля.

## Неопределённости оценки расстояния до цефеид
Основными видами неопределённости в оценке расстояния до цефеид являются свойства зависимости светимости от периода в различных полосах спектра, влияние металличности на нуль-пункт и наклон данной зависимости, влияние фотометрического смешивания объектов и меняющегося (обычно по плохо известному закону) поглощения. Все эти виды эффектов широко обсуждаются в литературе.
Вследствие наличия указанных неопределённостей получаемые по цефеидам значения постоянной Хаббла варьируются от 60 км/с/Мпк до 80 км/с/Мпк. Устранение ошибок определения постоянной Хаббла является одной из важнейших задач астрономии, поскольку по точному значению постоянной Хаббла можно установить ряд космологических параметров Вселенной.

## Примеры
Некоторые классические цефеиды обладают изменениями блеска, которые можно заметить на масштабах нескольких суток при наблюдениях даже невооружённым глазом. К таким объектам относится Дельта Цефея (на северном небе), Дзета Близнецов и Эта Орла (удобно наблюдать в тропиках) и Бета Южной Рыбы (на южном небе).
| Обозначение (название)  | Созвездие            | Открытие                 | Максимальная видимая звёздная величина (mV) | Минимальная видимая звёздная величина (mV) | Период (сутки) | Спектральный класс | Примечание                                                                                          |
| ----------------------- | -------------------- | ------------------------ | ------------------------------------------- | ------------------------------------------ | -------------- | ------------------ | --------------------------------------------------------------------------------------------------- |
| η Aql                   | Орёл                 | Эдуард Пиготт, 1784      | 3m.48                                       | 4m.39                                      | 07.17664       | F6 Ibv             | |
| FF Aql                  | Орёл                 | Чарльз Морс Хаффер, 1927 | 5m.18                                       | 5m.68                                      | 04.47          | F5Ia-F8Ia          | |
| TT Aql                  | Орёл                 |                          | 6m.46                                       | 7m.7                                       | 13.7546        | F6-G5              | |
| U Aql                   | Орёл                 |                          | 6m.08                                       | 6m.86                                      | 07.02393       | F5I-II-G1          | |
| T Ant                   | Насос                |                          | 5m.00                                       | 5m.82                                      | 05.898         | G5                 | Вероятно, обладает ненаблюдаемым компаньоном. Ранее считалось, что объект является цефеидом II типа |
| RT Aur                  | Возничий             |                          | 5m.00                                       | 5m.82                                      | 03.73          | F8Ibv              | |
| l Car                   | Киль                 |                          | 3m.28                                       | 4m.18                                      | 35.53584       | G5 Iab/Ib          | |
| δ Cep                   | Цефей                | Джон Гудрайк, 1784       | 3m.48                                       | 4m.37                                      | 05.36634       | F5Ib-G2Ib          | двойная звезда, наблюдается в бинокль                                                               |
| AX Cir                  | Циркуль              |                          | 5m.65                                       | 6m.09                                      | 05.273268      | F2-G2II            | спектроскопическая двойная, имеет компаньон массой 5 M⊙ спектрального класса B6                     |
| BP Cir                  | Циркуль              |                          | 7m.31                                       | 7m.71                                      | 02.39810       | F2/3II-F6          | спектроскопическая двойная, имеет компаньон массой 4.7 M⊙ спектрального класса B6                   |
| BG Cru                  | Южный Крест          |                          | 5m.34                                       | 5m.58                                      | 03.3428        | F5Ib-G0p           | |
| R Cru                   | Южный Крест          |                          | 6m.40                                       | 7m.23                                      | 05.82575       | F7Ib/II            | |
| S Cru                   | Южный Крест          |                          | 6m.22                                       | 6m.92                                      | 04.68997       | F6-G1Ib-II         | |
| T Cru                   | Южный Крест          |                          | 6m.32                                       | 6m.83                                      | 06.73331       | F6-G2Ib            | |
| X Cyg                   | Лебедь               |                          | 5m.85                                       | 6m.91                                      | 16.38633       | G8Ib               | |
| SU Cyg                  | Лебедь               |                          | 6m.44                                       | 7m.22                                      | 03.84555       | F2-G0I-II          | |
| β Dor                   | Южная Рыба           |                          | 3m.46                                       | 4m.08                                      | 09.8426        | F4-G4Ia-II         | |
| ζ Gem                   | Близнецы             | Иоганн Шмидт, 1825       | 3m.62                                       | 4m.18                                      | 10.15073       | F7Ib to G3Ib       | |
| V473 Lyr                | Лира                 |                          | 5m.99                                       | 6m.35                                      | 01.49078       | F6Ib-II            | |
| R Mus                   | Муха                 |                          | 5m.93                                       | 6m.73                                      | 07.51          | F7Ib-G2            | |
| S Mus                   | Муха                 |                          | 5m.89                                       | 6m.49                                      | 09.66007       | F6Ib-G0            | |
| S Nor                   | Наугольник           |                          | 6m.12                                       | 6m.77                                      | 09.75411       | F8-G0Ib            | наиболее яркий представитель скопления NGC 6087                                                     |
| QZ Nor                  | Наугольник           |                          | 8m.71                                       | 9m.03                                      | 03.786008      | F6I                | компонент рассеянного скопления NGC 6067                                                            |
| V340 Nor                | Наугольник           |                          | 8m.26                                       | 8m.60                                      | 11.2888        | G0Ib               | компонент рассеянного скопления NGC 6067                                                            |
| V378 Nor                | Наугольник           |                          | 6m.21                                       | 6m.23                                      | 03.5850        | G8Ib               | |
| BF Oph                  | Змееносец            |                          | 6m.93                                       | 7m.71                                      | 04.06775       | F8-K2              | |
| RS Pup                  | Корма                |                          | 6m.52                                       | 7m.67                                      | 41.3876        | F8Iab              | |
| S Sge                   | Стрела               | Джон Эллард Гор, 1885    | 5m.24                                       | 6m.04                                      | 08.382086      | F6Ib-G5Ib          | |
| U Sgr                   | Стрелец (in M25)     |                          | 6m.28                                       | 7m.15                                      | 06.74523       | G1Ib               | |
| W Sgr                   | Стрелец              |                          | 4m.29                                       | 5m.14                                      | 07.59503       | F4-G2Ib            | Оптическая двойная с γ2 Sgr                                                                         |
| X Sgr                   | Стрелец              |                          | 4m.20                                       | 4m.90                                      | 07.01283       | F5-G2II            | |
| V636 Sco                | Скорпион (созвездие) |                          | 6m.40                                       | 6m.92                                      | 06.79671       | F7/8Ib/II-G5       | |
| R TrA                   | Южный Треугольник    |                          | 6m.4                                        | 6m.9                                       | 03.389         | F7Ib/II            | |
| S TrA                   | Южный Треугольник    |                          | 6m.1                                        | 6m.8                                       | 06.323         | F6II-G2            | |
| α UMi (Полярная звезда) | Малая Медведица      | Эйнар Герцшпрунг, 1911   | 1m.86                                       | 2m.13                                      | 03.9696        | F8Ib or F8II       | |
| AH Vel                  | Паруса               |                          | 5m.5                                        | 5m.89                                      | 04.227171      | F7Ib-II            | |
| S Vul                   | Лисичка              |                          | 8m.69                                       | 9m.42                                      | 68.464         | G0-K2(M1)          | |
| T Vul                   | Лисичка              |                          | 5m.41                                       | 6m.09                                      | 04.435462      | F5Ib-G0Ib          | |
| U Vul                   | Лисичка              |                          | 6m.73                                       | 7m.54                                      | 07.990676      | F6Iab-G2           | |
| SV Vul                  | Лисичка              |                          | 6m.72                                       | 7m.79                                      | 44.993         | F7Iab-K0Iab        | |